# Pas-de-Jeu
Pas-de-Jeu – miejscowość i gmina we Francji, w regionie Nowa Akwitania, w departamencie Deux-Sèvres.
Według danych na rok 1990 gminę zamieszkiwało 359 osób, a gęstość zaludnienia wynosiła 32 osoby/km² (wśród 1467 gmin regionu Poitou-Charentes Pas-de-Jeu plasuje się na 663. miejscu pod względem liczby ludności, natomiast pod względem powierzchni na miejscu 767.).